# Вільям Бекфорд (романіст)
Вільям Томас Бекфорд (29 вересня 1760 — 2 травня 1844) — англійський прозаїк, мистецтвознавець, плантатор і політик. У певний час він мав репутацію найбагатшого простолюдина Англії. Син Вільяма Бекфорда та Марії Гамільтон, доньки Джорджа Гамільтона, він був членом парламенту від Уельсу в 1784—1790 роках і Гіндона в 1790—1795 та 1806—1820 роках. Бекфорд найбільш відомий за написання готичного роману 1786 року «Ватек», за будівництво абатства Фонтхілл у Вілтширі та вежі Бекфорда в Баті, а також за його велику колекцію творів мистецтва.

## Біографія
Бекфорд народився 29 вересня 1760 року в лондонському будинку сім'ї за адресою Soho Square, 22.  У віці десяти років він успадкував статок від свого батька Вільяма Бекфорда, який двічі був лорд-мером міста. Лондон. Він складався з 1 мільйона фунтів стерлінгів готівкою, маєтку у Фонтхілл у Вілтширі (включаючи особняк Палладія Fonthill Splendens), кількох цукрових плантацій на Ямайці та близько 3000 чорношкірих рабів.
Це багатство дозволило йому віддатися інтересу до мистецтва та архітектури, а також письменства. Він недовго навчався музиці у Вольфганга Амадея Моцарта, але його майстер малювання Александер Козенс мав більший вплив, і Бекфорд продовжував листуватися з ним протягом кількох років, поки вони не посварилися.
5 травня 1783 року Бекфорд одружився з леді Маргарет Гордон, донькою четвертого графа Абойна. Однак він був бісексуалом і після 1784 року вибрав самовигнання з британського суспільства, коли його листи до Вільяма Кортнея, пізніше 9-го графа Девона, були перехоплені дядьком хлопчика, який розмістив інформацію про їх роман у газетах. Кортні було лише десять років, коли вона вперше зустріла Бекфорда, який був на вісім років старший. Приблизно через шість років було виявлено, що Бекфорд (за словами гостя будинку) «шмагав Кортні в тій чи іншій позі» після того, як знайшов лист, написаний Кортні своєму коханцю. Незважаючи на те, що Бекфорд ніколи не був звинувачений у розбещенні дітей, розпусті чи спробі хуліганства, згодом він вирішив вислати себе на континент разом зі своєю багатостраждальною дружиною, яка померла під час пологів у віці 24 років.

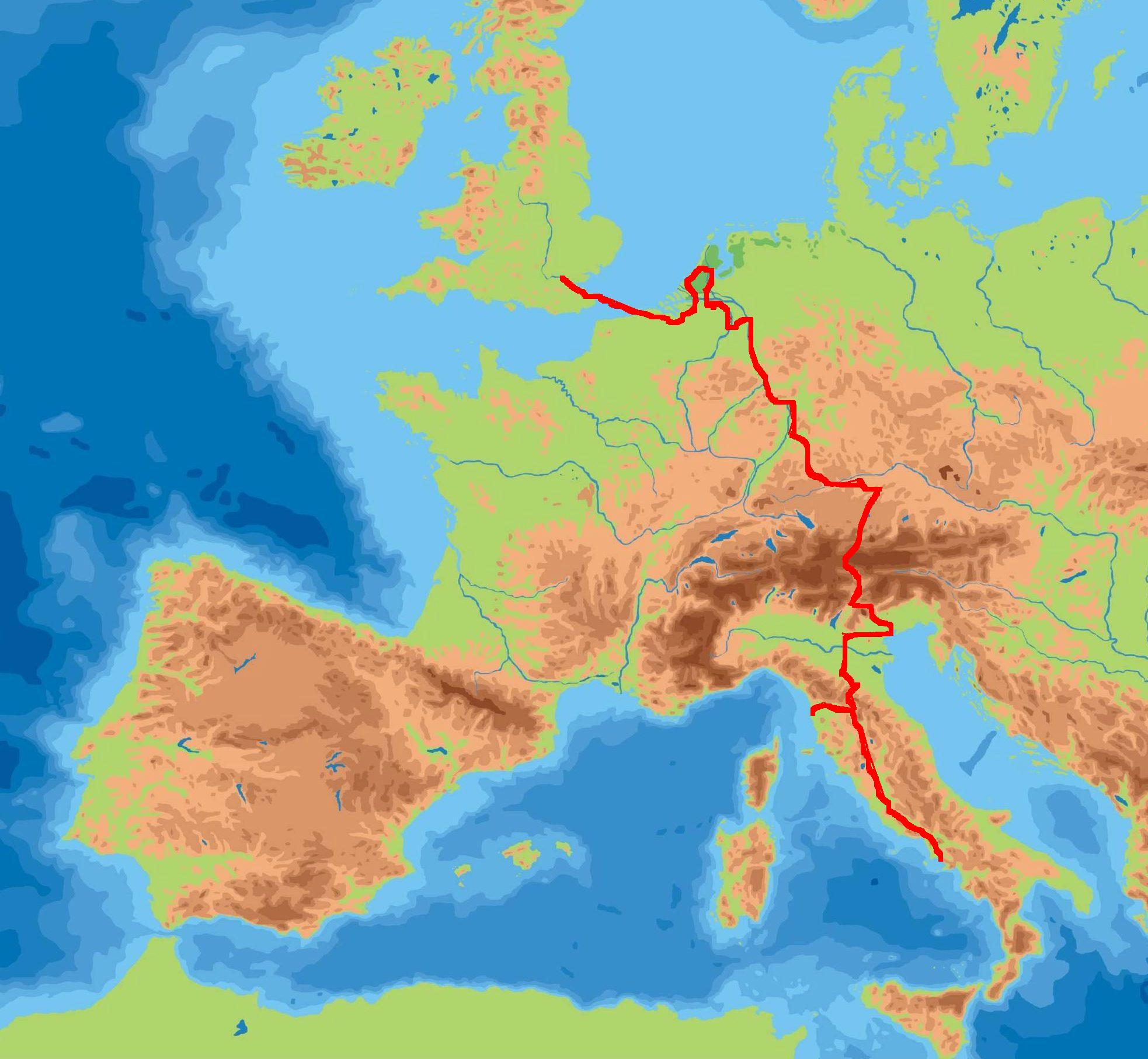
Великий тур Європою Вільяма Бекфорда, показано червоним

Протягом багатьох років вважалося, що Бекфорд водночас мав роман із дружиною свого двоюрідного брата Пітера Луїзою Пітт (бл. 1755—1791).
Навчаючись у сера Вільяма Чемберса та Козенса, Бекфорд у 1782 році подорожував до Італії та написав книгу про свої подорожі: «Dreams, Waking Thoughts and Incidents» (1783). Незабаром вийшов його найвідоміший твір — готичний роман «Ватек» (1786), спочатку написаний французькою мовою; він хвалився, що роман був написаний за один підхід протягом трьох днів та двух ночей, хоча є підстави вважати, що це був політ уяви.
Іншими його основними творами були «Memoirs of Extraordinary Painters» (1780), сатиричний твір, і "Letters from Italy with Sketches of Spain and Portugal " (1834) з блискучими описами сцен і манер. У 1793 році він відвідав Португалію, де оселився на деякий час і закрутив роман з молодим музикантом на ім'я Грегоріо Франкі.
Після заклику філософа права Джеремі Бентама в 1817 році до Бекфорда співпрацювати разом з ним у адвокації за скасування смертної кари за содомію, Бекфорд також міг бути автором або одним із авторів Дона Леона, поетичного трактату про захист гомосексуалів.
Однак слава Бекфорда ґрунтується як на його ексцентричності як будівельника та колекціонера, так і на його літературних зусиллях. Будуючи свої будівлі, він зміг розтратити свій статок, який, за оцінками його сучасників, давав йому дохід у 100 000 фунтів на рік. Втрата однієї з ямайських цукрових плантацій Джеймсу Бекфорду Уайлдману була особливо дорогою. Лише 80 000 фунтів стерлінгів від його капіталу залишилися після його смерті.

## Колекція мистецтва

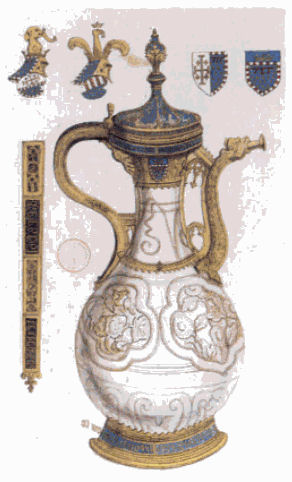
Ваза Fonthill, виготовлена з китайської порцеляни Цзіндечжень, але прикрашена металевими кріпленнями в Європі, була найпершим виробом китайської порцеляни, документально потрапивши до Європи в 1338 році. Колись ним володів Вільям Бекфорд. Зараз він знаходиться в Національному музеї Ірландії.

Бекфорд був наполегливим і невгамовним колекціонером, який також часто продавав роботи, іноді згодом викуповуючи їх. Його колекція відрізнялася великою кількістю італійських картин кватроченто, які тоді були мало зібрані та відносно недорогі. Незважаючи на його інтерес до романтичного середньовіччя, йому належало небагато середньовічних артефактів, хоча багато творів епохи Відродження. Він також цікавився ефектними азіатськими об'єктами, такими як могольська різьба з твердого каменю. Хоча він уникав класичного мармуру, якого зазвичай шукали добре освічені англійські колекціонери, більшу частину його колекції складали французькі меблі 18-го століття та предмети декоративного мистецтва, які тоді цінувалися надзвичайно високо в порівнянні з картинами за сучасними стандартами. Він купив одину роботу Тернера у 1800 році, коли художнику було лише 25 років («П'ята чума Єгипту», £157,10), у 1828 році малюнки Вільяма Блейка до " Елегії Грея " та кілька робіт Річарда Паркса Бонінгтона, але загалом він віддавав перевагу більш старим творам.
До 1822 року Бекфорд відчував брак коштів і борги. Він виставив на продаж абатство Фонтхілл, для чого було продано 72 000 примірників ілюстрованого каталогу Christie's по гінеї за штуку; огляд перед продажем заповнив кожен фермерський будинок по сусідству відвідувачами з Лондона. Фонтхілл разом із частиною його колекції був проданий перед початком торгів за 330 000 фунтів стерлінгів Джону Фаркухару, який заробив статок на продажу пороху в Індії. Фаркугар відразу виставив на аукціон предмети мистецтва та меблі під час «продажу Фонтхілл» 1823 року, на якому Бекфорд і його зять, герцог Гамільтон, купили багато речей, часто дешевше, ніж перша ціна, яку Бекфорд заплатив, оскільки ринок був дещо пригнічений. Те, що залишилося від колекції, яка зберігалася та доповнювалася в Ленсдаун-Тауер, яка становила фактично другу колекцію, успадкували герцоги Гамільтонські. Значна частина цього була розпорошена під час «розпродажу палацу Гамільтона» 1882 року, одного з головних продажів століття.
Розпродаж у Фонтхілл призвів до гострого відгуку Вільяма Газліта про смак Бекфорда до «пустих раритетів і цікавинок або механічних навичок», тонких палітурок, біжутерії та високоякісних картин, "квінтесенції духу натюрморту ", перевиданого в «Ескізах Картинних галерей Англії» (1824) і багато демонструє свої власні упередження. Твори Бекфорда зараз знаходяться в музеях по всьому світу. Газліт не знав, що продаж був підкріплений лотами, вставленими аукціоністом Філліпсом, які не пройшли перевірку Бекфорда: «Я б не зганьбив свій будинок китайськими меблями», — зауважив він пізніше в житті. " Горас Волпол не страждав би від цього у своїй крамниці іграшок на Strawberry Hill ".

### Роботи що належали Бекфорду
Зараз у Національній галереї, Лондон :
- Свята Катерина Олександрійська ; Національна галерея заплатила приблизно 6000 фунтів стерлінгів у 1839 році як частину оптової покупки у Бекфорда.[29]
- Агонія в саду, куплена на розпродажі Джошуа Рейнольдса в 1795 році за 5 фунтів стерлінгів, продана у Fonthill і викуплена Бекфордом на розпродажі Fonthill (як Мантенья) за 52,10 £.[30]
- Портрет дожа Леонардо Лоредана, Джованні Белліні, куплений у 1807 році, 13 гіней, проданий NG у 1844 році за 630 фунтів.[31]
- Ексгумація Святого Губерта, Рогіра ван дер Вейдена та майстерні, куплені Бекфордом у 1802 році за 96,12 фунтів стерлінгів, Н. Г. у 1868 році за 1500 фунтів стерлінгів.[32]
- Філіп IV у коричневому та срібному у виконанні Дієго Веласкеса, куплений NG за 6300 фунтів стерлінгів на розпродажі в Гамільтонському палаці 1882 року, що було дуже високою ціною для іспанської картини того часу.[33]
- Тучча і Софонісба, Андреа Мантенья, 1785 фунтів стерлінгів за пару в 1882 році
- Поклоніння волхвів, Філіппіно Ліппі,[34] £1227 у 1882 році
- Магазин пташників, Герріт Доу
- Обрізання, Лука Синьореллі, £3150, 1882.[35]
- Святий Ієронім у пейзажі, Чима-да-Конельяно[36]
- Богородиця з немовлям і святим Іоанном, Перуджіно.[37]
- Вівтарний образ «Розп'яття» Якопо ді Чіоне або "Стиль Орканья ", головний твір треченто в колекції.[38]

Зараз у колекції Фріка :
- Клод Лоррен, «Нагірна проповідь», успадкований від батька, прибл. 1656.[39]
- Джентіле Белліні, дож Джованні Моченіго[40]

Інші колекції:
- «Альтьєрі-Клоди», тепер в абатстві Англсі, «Батько Психеї, що приносить жертву в храмі Аполлона», 1663 рік і «Висадка Енея», написана в 1675 році. Відомий показник смаку, оскільки вони були продані з аукціону в маєтку герцога Кентського в 1947 році всього за 5300 фунтів стерлінгів у 1947 році та куплені лордом Ферхейвеном для абатства Англсі, коли Бекфорд заплатив 6825 фунтів стерлінгів у 1799 році та продав їх за 10 500 фунтів стерлінгів у 1808 році, а Філіп Джон Майлз заплатив за них 12 000 фунтів стерлінгів у 1813 році, щоб повісити їх у Лей-Корт, що зробило їх одними з найдорожчих картин того часу.  Ваза Рубенса

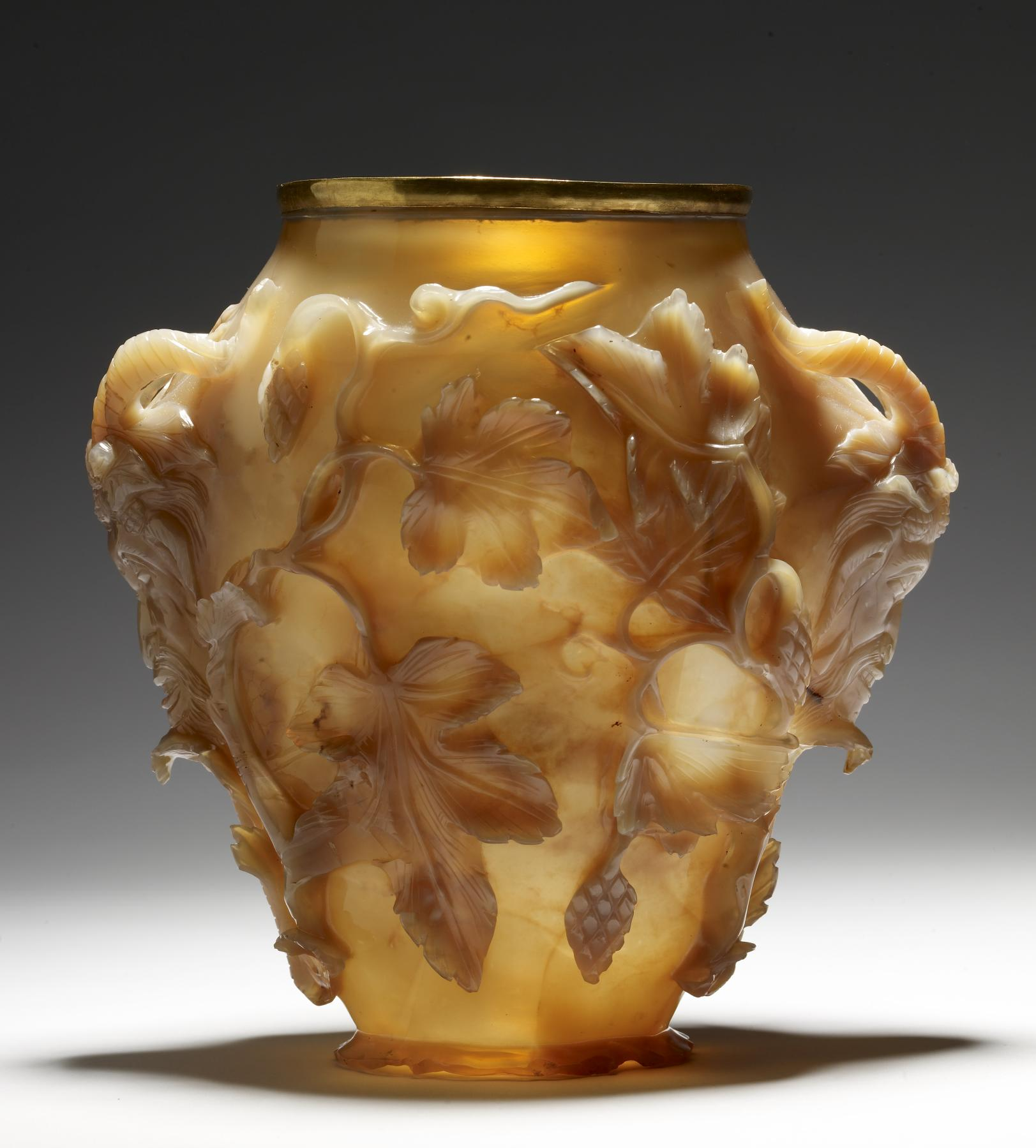
Ваза Рубенса

- The Fonthill Vase, китайська порцелянова ваза 14-го століття, яка є найранішим відомим виробом китайської порцеляни, який прибув до Європи, де її поставили на металеві кріплення 14-го століття. Зараз в Національному музеї Ірландії.

- Інші роботи знаходяться в музеї Метрополітен, Нью-Йорк («Мадонна Пезелліно з немовлям і шістьма святими», приписувана Бекфордом Фра Анджеліко; Джованні Белліні, «Богоматір з немовлям», приписана Бекфордом Чімі да Конельяно; Бенджамін Вест, пам'ятні портрети дідуся та бабусі Бекфорда, замовлений у 1797 році для абатства Фонтхілл[41] 13-го століття абатство Мальмсбері Limoges champlevé emal chasse, відповідний комод і секретер, зроблені Жаном-Анрі Різенером для Марії Антуанетти, і два з 400 предметів столового сервізу з мейсенської порцеляни для Принца Оранського, приблизно 1770 р.; Національна художня галерея Вашингтона (Бронзіно, Елеонора Толедська), Колекція Уоллеса (Каналетто та Корнель де Ліон), Музей Гетті (Герріт Доу, Астроном при свічках)[42] Художній музей Волтерс (візантійська агатова ваза Рубенса), Гантінгтонська бібліотека та картинна галерея Джорджа Ромні, портрет Бекфорда в молодості та його подвійний портрет дочок Бекфорда).
- Зростаюча база даних Національного дослідницького проекту з інвентаризації (NIRP), що включає Національну інвентаризацію континентально-європейського живопису (NICE або NICEP), містить список 20 інших робіт із колекції в інших публічних колекціях Великобританії.[43]

## Абатство Фонтхілл

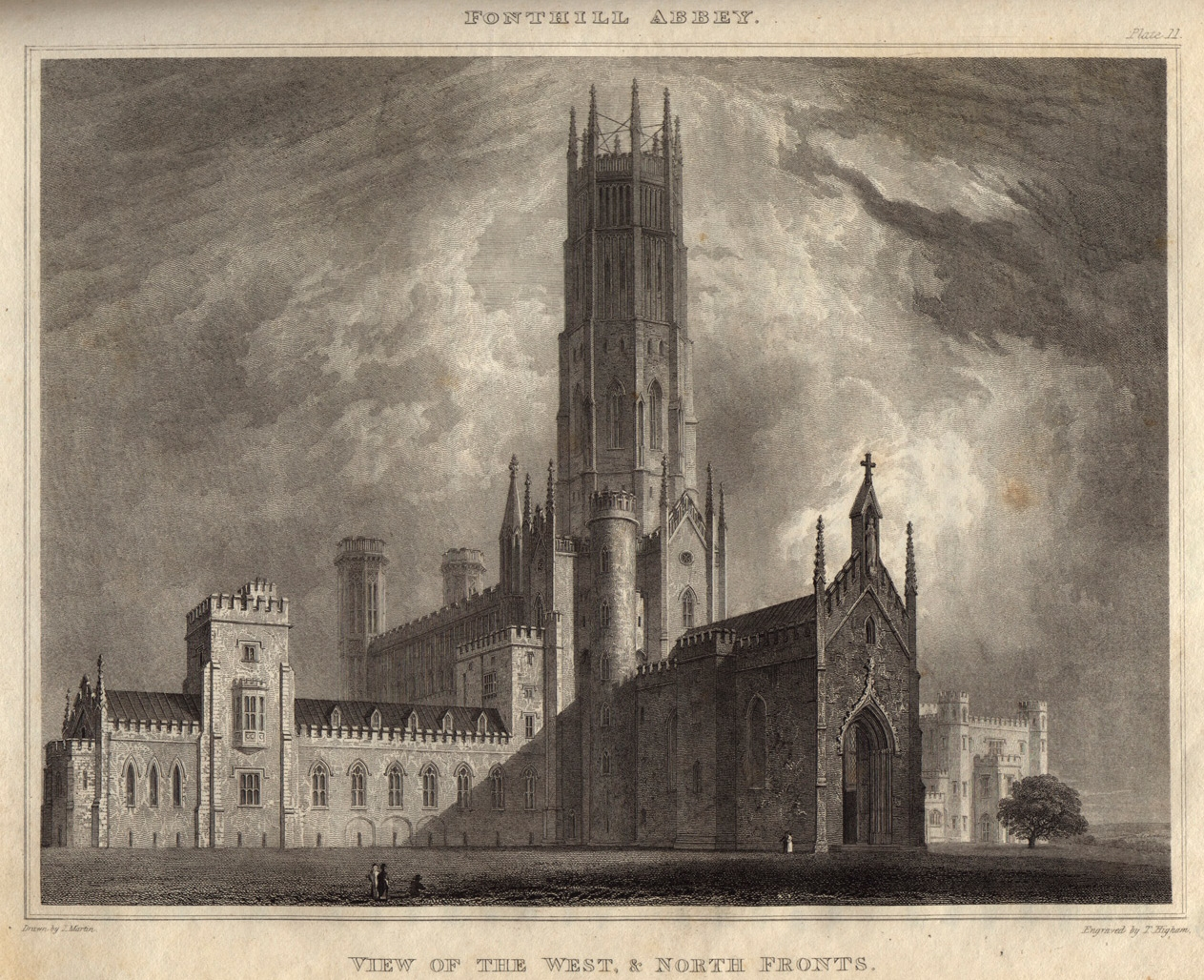
Абатство Фонтхілл, спроектоване для Вільяма Бекфорда архітектором Джеймсом Ваяттом. Відбиток із «Окреслення фонтхілл та його абатства» Джона Раттера (1823).

Можливість придбати повну бібліотеку Едварда Гіббона дала Бекфорду основу для його власної бібліотеки, а Джеймс Ваят побудував абатство Фонтхілл, де розмістив цю колекцію та колекцію мистецтва власника. Лорд Нельсон разом із Гамільтонами відвідував абатство Фонтхілл у 1800 році. Будинок був завершений в 1807 році. Бекфорд увійшов до парламенту як член від Уельса, а пізніше від Гіндона, покинувши парламент, прийнявши Чилтернські сотні ; але він жив здебільшого усамітнено, витрачаючи значну частину багатства свого батька, не додаючи його.
У 1822 році він продав Фонтхілл і значну частину своєї колекції творів мистецтва Джону Фаркугару за 330 000 фунтів стерлінгів і переїхав до Бата, де купив № 20 Lansdown Crescent і № 1 Lansdown Place West, об'єднавши їх одноповерховою аркою. перекинуто через під'їзну дорогу. У 1836 році він також купив № 18 і 19 Lansdown Crescent (залишивши № 18 порожнім, щоб забезпечити спокій і тишу). Більша частина абатства Фонтхілл зруйнувалася під вагою його погано побудованої вежі в ніч на 21 грудня 1825 року. Уламки повільно видаляли, залишивши лише фрагмент, який зберігся як приватний будинок. Це перша частина, до якої увійшла святиня святого Антонія — покровителя Бекфорда, коли він жив у Лісабоні.

## Lansdown Crescent і Lansdown Tower (Вежа Бекфорда)

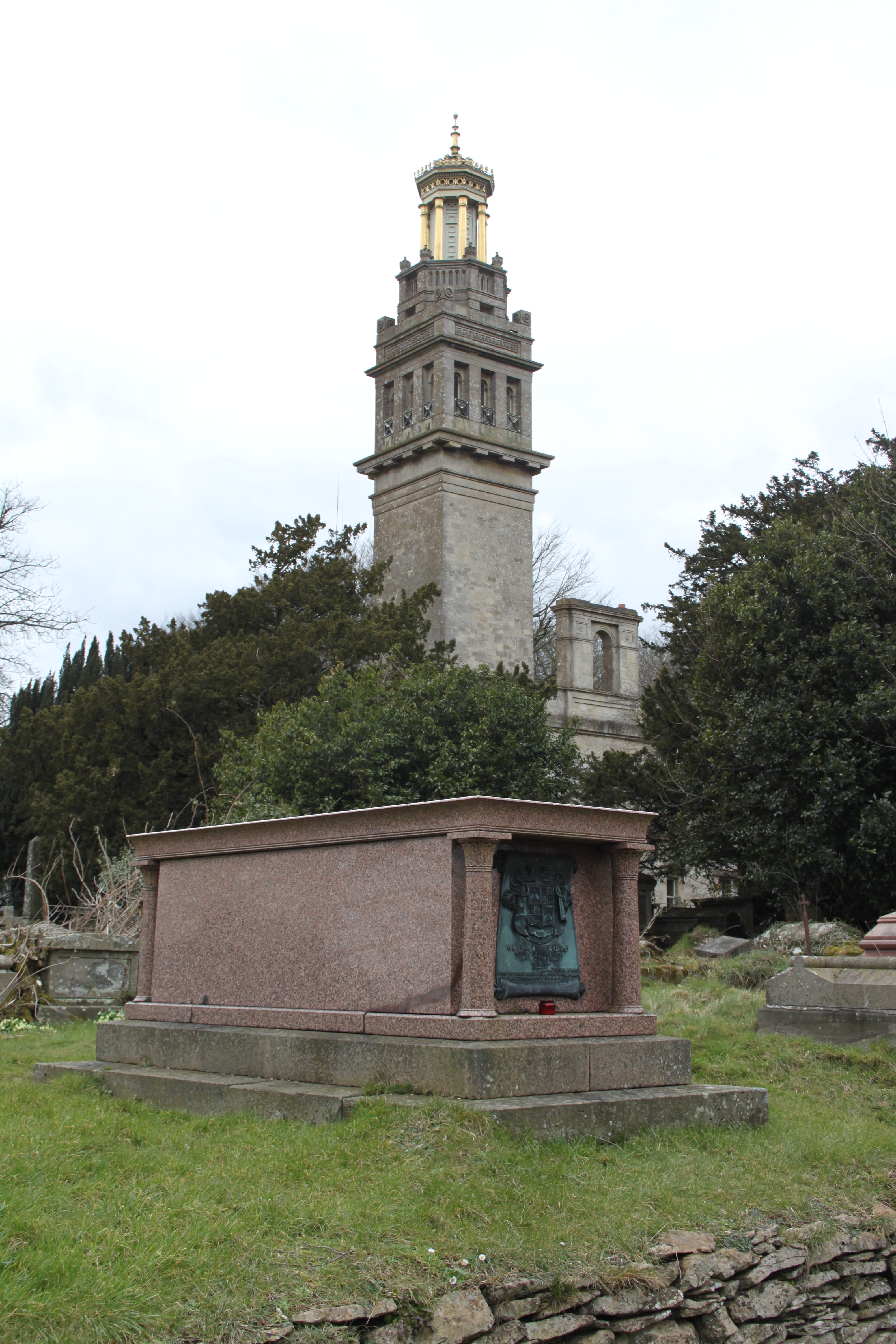
Гробниця Бекфорда з вежею на задньому плані

Останні роки Бекфорд провів у своєму будинку в Ленсдаун Кресент, Бат, і в цей час він доручив архітектору Генрі Гудріджу спроектувати вражаючу дурість на північному кінці його землі на пагорбі Ленсдаун: вежу Ленсдаун, тепер відому як Вежа Бекфорда, в якій він зберігав багато своїх скарбів. Зараз вежа належить Трасту збереження Бату та управляється Beckford Tower Trust як музей Вільяма Бекфорда; частина нерухомості здана в оренду Landmark Trust, що робить її доступною для публічної оренди як вражаючий будинок для відпочинку. Музей містить численні гравюри та хромолітографії оригінального інтер'єру вежі, а також меблі, замовлені Бекфордом спеціально для вежі та поступово зібрані завдяки зусиллям Bath Preservation Trust та інших. У ній також є багато інформації про Бекфорда, включно з об'єктами, пов'язаними з його життям у Баті, у Фонтхілл та інших місцях.

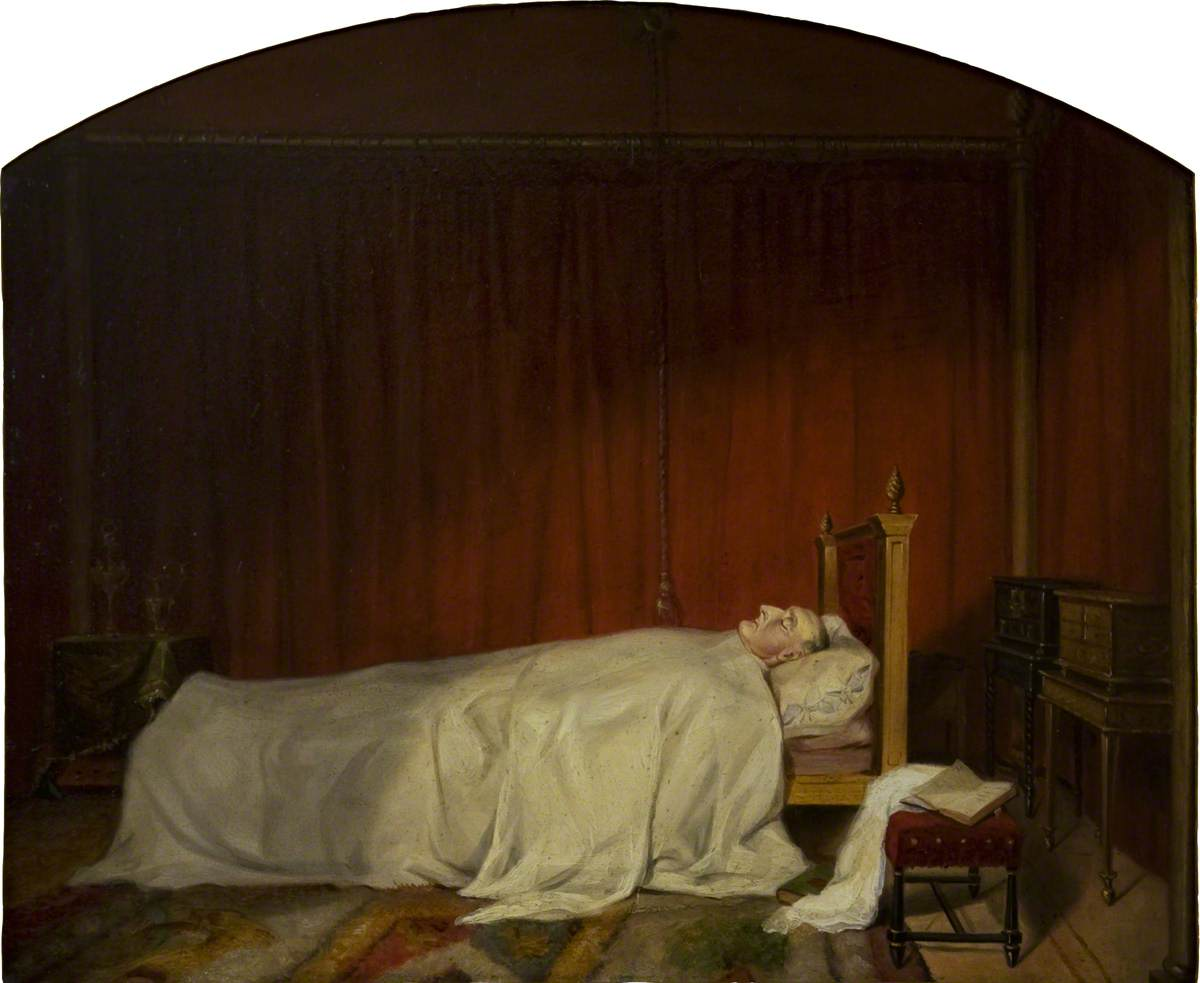
Вілліс Меддокс, Вільям Бекфорд на смертному одрі

Після його смерті в Ленсдаун Кресент 2 травня 1844 року, у віці 84 років, його тіло поклали в саркофаг і помістили на штучний курган, як це було у звичаї саксонських королів, від яких він стверджував, що походить. Бекфорд хотів, щоб його поховали на території вежі Ленсдаун, але його тіло було поховано на цвинтарі Батського абатства в Лінкомб-Вейл 11 травня 1844 року (до нього можна дістатися з дороги Ральфа Аллена). Вежу продали місцевому митарю, який перетворив її на пивний сад. Зрештою його викупила молодша дочка Бекфорда, Сьюзан Гамільтон, герцогиня Гамільтонська, яка передала землю навколо нього парафії Волкот для освячення під кладовище в 1848 році. Це дозволило перепоховати останки Бекфорда біля вежі, яку він любив.
Спроектована Бекфордом могила, масивний саркофаг із полірованого рожевого граніту з бронзовими гербовими дошками, тепер стоїть на пагорбі кладовища, оточеного овальним ровом. З одного боку саркофагу є цитата з Ватека : «Смиренно насолоджуючись найціннішим даром небес для людини — Надією», а з іншого рядки з його вірша «Молитва» : «Вічна сила! Даруй мені крізь очевидні хмари один минущий відблиск твоєї світлої сутності в мою передсмертну годину».
Генрі Гудрідж спроектував візантійські вхідні ворота на кладовище, оточені бронзовими поручнями, які оточували оригінальну гробницю Бекфорда на цвинтарі Батського абатства.
Кладовище Уолкот закрите для поховань, але все ще відкрите для відвідування, як і вежа у звичайні дні року. (Див. веб-сайт Bath Preservation Trust.)

## Інші роботи
Як письменника Бекфорда запам'ятали Ватеком, сприйняття якого з усіх боків задовольнило його амбіції щодо кар'єри в belles-lettres, а також своїми мемуарами про подорожі «Італія: з деякими замальовками Іспанії та Португалії». Після Ватека він роздався двома пародіями на поточну культурну моду: типовим сентиментальним романом у «Сучасному романі, або Елегантний ентузіаст» (1796) та Аземією, сатирою на романи Minerva Press, написаною як «Джакетта Агнета Маріана Дженкс, монастиря Белгроув в Уельсі»;, а також опублікував «Біографічні спогади видатних художників» (1780), літературний жарт, який нагадує серйозні біографічні енциклопедії. Наприкінці свого життя він опублікував збірку подорожніх листів під назвою «Спогади про екскурсію до монастирів Алкобаса і Баталья» (1835), спогади про подорож, здійснену в 1794 році.
- Beckford, William (1834). Italy, with sketches of Spain and Portugal. 1.
- Beckford, William (1834). Italy, with sketches of Spain and Portugal. 2.

## Спадок
Бекфорд залишив двох доньок, молодша з яких (Сусанна Євфемія, іноді звана Сьюзен) була одружена з Олександром Гамільтоном, 10-м герцогом Гамільтона, і успадкувала більшу частину його колекції, яку потім перемістили на північ до Гамільтонського палацу, який зараз зруйновано. Старша, Маргарет Марія Елізабет Бекфорд, вийшла заміж за генерал-лейтенанта. Джеймс Орд.
Бекфорда зіграв Деніел Мессі в постановці Центрального телебачення 1982 року «Я пам'ятаю Нельсона», і за останні десятиліття він був темою кількох біографій.
Бекфорд написав значну кількість музики, більшу частину якої заручив його amanuensis Джону Бертону, з яким він співпрацював над своєю найбільшою композицією: Arcadian Pastoral. Нотні рукописи, які лежали серед речей Бекфорда в Гамільтонському палаці, були куплені та подаровані Безілу Блеквеллу як прощальний подарунок. Він, у свою чергу, заповів їх Бодліанській бібліотеці. У 1998 році Майкл Максвелл Стір відредагував і опублікував всю музику Бекфорда, включно зі збіркою Modinhas Brasileiras, яка була скопійована для нього під час його перебування в Сінтрі в 1787 році. Вони особливо цікаві, оскільки є другим збереженим зразком цієї португальської пісні. Видання доступне в шести томах від The Beckford Edition. З нею можна ознайомитися в Бодліані та в інших місцях.

## Культурні посилання
За словами Е. Г. Колріджа, Бекфорд — це особа, про яку йдеться в короткій поемі лорда Байрона «Притча про багача і Лазаря». Байрон описує особу великого багатства, «розумну, як у Генії, так і в Першому багатстві», яка відчуває, як «фляга Гніву на твоїй високій голові лопне», коли її «спокушають до нечестивих вчинків» і «вражають нечесна жага безіменного злочину».. Байрон також згадує про нього в Чайльд Гарольді, пісня I, строфа 22.
У 1974 році Обрі Менен опублікував Fonthill: A Comedy, сатиричний портрет Бекфорда.

## Нотатки
1. ↑  Other sources give a different day (1st October) or year (1759) or location (Fonthill Splendens, Wiltshire) for his birth.[7][8][9]

## Додаткова література
- Alexander, Boyd, ред. (1957). Life at Fonthill 1807-1822 with Interludes in Paris and London. From the Correspondence of William Beckford. Rupert Hart-Davis.
- Alexander, Boyd, ред. (1954). The Journal of William Beckford in Portugal and Spain 1787-1788. Rupert Hart-Davis.
- Alexander, Boyd (1962). England's Wealthiest Son: A Study of William Beckford. Centaur.
- Brockman, H. A. N. (1956). The Caliph of Fonthill. Werner Laurie.
- Gemmett, Robert J., ред. (1972). Dreams, Waking Thoughts and Incidents by William Beckford of Fonthill. Edited with an Introduction and Notes. Fairleigh Dickinson University Press. ISBN 978-0-838-67648-6.
- Gemmett, Robert J., ред. (1971). Sale Catalogues of Libraries of Eminent Persons. Vol. 3: William Beckford. Mansell/Sotheby.
- Gemmett, Robert J. (2003). Beckford's Fonthill: The Rise of a Romantic Icon. Michael Russell. ISBN 978-0-859-55284-4.
- Gemmett, Robert J. (2000). The Consummate Collector: William Beckford's Letters to his Bookseller. Michael Russell. ISBN 978-0-859-55252-3.
- Lees-Milne, James (1976). William Beckford. Compton Russell. ISBN 978-0-859-55036-9.
- Millington, Jon (1973). Beckford's Tower, Lansdown, Bath. L. T. Hilliard.
- Millington, Jon (2008). William Beckford. A Bibliography. The Beckford Society. ISBN 978-0-953-78363-2.
- Mowl, Timothy (1998). William Beckford: Composing For Mozart. John Murray. ISBN 978-0-719-55829-0.
- Ostergard, Derek E., ред. (2001). William Beckford 1760–1844: An Eye for the Magnificent. Yale University Press. ISBN 978-0-300-09068-0.